# Глазки (Ельский район)
Глазки (бел. Глазкі) — упразднённая деревня в Валавском сельсовете Ельского района Гомельской области Белоруссии.
Кругом лес.

## География

### Расположение
В 48 км на юго-запад от районного центра и железнодорожной станции Ельск (на линии Калинковичи — Овруч), в 232 км от Гомеля.

## Транспортная сеть
Транспортные связи по просёлочной, затем автомобильной дороге Скородное — Ельск. Застройка деревянная, усадебного типа.

## История
Основана в начале XX века переселенцами из соседних деревень. В 1917 году хутор, в Скороднянской волости Мозырского уезда Минской губернии. В 1930 году организован колхоз «Светлая жизнь», работала кузница. Во время Великой Отечественной войны в июле 1943 года оккупанты сожгли деревню и убили 20 жителей. 7 жителей погибли на фронте. В 1959 году в составе совхоза «Валавский» (центр — деревня Валавск).
С 29 ноября 2005 года исключена из данных по учёту административно-территориальных и территориальных единиц.

## Население

### Численность
- 2005 год — жителей нет.

### Динамика
- 1917 год — 74 жителя.
- 1924 год — 20 дворов 146 жителей.
- 1940 год — 26 дворов.
- 1959 год — 110 жителей (согласно переписи).
- 2004 год — 1 хозяйство, 1 житель.
- 2005 год — жителей нет.